# Oliverius jordanensis
Genre
Espèce
Oliverius jordanensis, unique représentant du genre Oliverius, est une espèce d'opilions laniatores de la famille des Gonyleptidae.

## Distribution
Cette espèce est endémique de l'État de São Paulo au Brésil. Elle se rencontre vers Campos do Jordão.

## Description
Le mâle holotype mesure 6,0 mm et la femelle paratype 6,0 mm.

## Étymologie
Son nom d'espèce, composé de jorda[o](n) et du suffixe latin -ensis, « qui vit dans, qui habite », lui a été donné en référence au lieu de sa découverte, Campos do Jordão.
Ce genre est nommé en l'honneur d'Oliverio Mario de Oliveira Pinto.

## Publication originale
- Soares & Soares, 1945 : « Novos opiliões do Departamento de Zoologia da Secretaria de Agricultura do Estado de São Paulo. » Papeis Avulsos do Departamento de Zoologia, vol. 5, no 27, p. 251–270.